# Farlige kvinder
Farlige kvinder er en amerikansk stumfilm fra 1922 af Rex Ingram.

## Medvirkende
- Barbara La Marr som Jacqueline de Séverac/Zareda
- Ramón Novarro som Henri/Ivan de Maupin
- Pomeroy Cannon som Léon de Séverac
- Edward Connelly som Baron François de Maupin
- Lewis Stone som Ferroni
- Hughie Mack som Père Alphonse Bidondeau
- Eugene Pouyet som Roybet